# Conte Ferrers
Conte Ferrers è un titolo nobiliare inglese nella Parìa del Regno Unito. La contea di Ferrers è la prima contea in ordine di precedenza nella parìa di Gran Bretagna.

## Storia

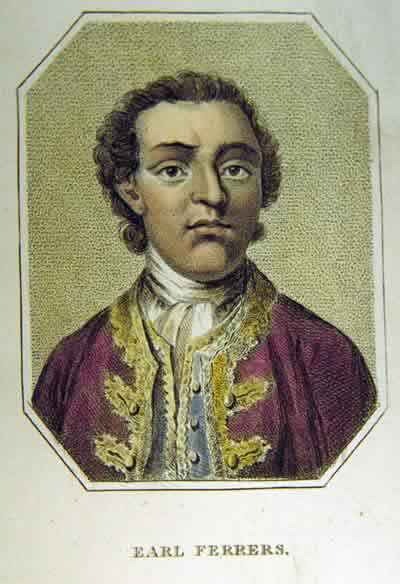
Laurence Shirley, IV conte Ferrers, incisione del 1810

Il titolo venne creato nel 1711 per Robert Shirley, XIII barone Ferrers di Chartley. La famiglia Shirley discendeva da George Shirley (m. 1622) di Astwell Castle, Northamptonshire. Nel egli era già stato creato Baronetto, di Staunton Harold nella Contea di Leicester, nel Baronettaggio d'Inghilterra. Questi venne succeduto da suo figlio, il II baronetto che sposò lady Dorothy Devereux, figlia di Robert Devereux, II conte di Essex. Alla morte di Robert Devereux, III conte di Essex, fratello di lady Dorothy, ella divenne coerede delle baronie di Ferrers di Chartley e di Bourchier. Shirley venne succeduto dal figlio primogenito, il III baronetto. Quando quest'ultimo morì senza essersi sposato e venne succeduto dal fratello minore, il IV baronetto. Egli fu imprigionato nella Torre di Londra da Cromwell e qui morì nel 1656. Alla sua morte il titolo passò al figlio primogenito, il V baronetto. Questi morì in giovane età e venne succeduto dal figlio postumo, il VI baronetto.
Il VI baronetto morì infante e venne succeduto pertanto da suo zio, il VII baronetto. Nel 167 Carlo II terminò l'abbandono della baronia Ferrers di Chartley in suo favore e pertanto egli tornò a ricoprire la carica di XIII Barone Ferrers di Chartley. Egli prestò servizio come Master of the Horse e come Lord Steward della regina consorte, Caterina di Braganza, e fu Lord Luogotenente dello Staffordshire. Nel 1711 venne creato Visconte Tamworth, di Tamworth nella contea di Stafford, e Conte Ferrers, nella Paria della Gran Bretagna. Egli venne succeduto nella baronia di Ferrers di Chartley da sua nipote Elizabeth, moglie di James Compton, V conte di Northampton. Ella era figlia del primogenito del primo conte, Robert Shirley (1673–1698), che era premorto a suo padre (vedi Barone Ferrers di Chartley). Lord Ferrers venne succeduto nella baronettia, vicecontea e contea dal suo secondo figlio, il secondo conte. Egli prestò servizio come Lord Luogotenente dello Staffordshire dal 1725 al 1729. Morì senza figli e venne succeduto dal fratello minore, il III conte. Fu Lord Luogotenente dello Staffordshire dal 1731 al 1742.
Quest'ultimo morì senza essersi sposato e venne succeduto da suo nipote, il quarto conte. Egli era figlio di Lawrence Shirley, figlio terzogenito del primo conte. Lord Ferrers uccise Mr Johnson, suo land-steward, venne processato, condannato per omicidio ed impiccato a Tyburn il 5 maggio 1760. Egli fu l'ultimo pari a morire per fellonia. Alla sua morte i suoi titoli passarono al suo fratello minore, il V conte. Questi fu vice ammiraglio della Royal Navy. Senza figli, venne succeduto dal fratello minore, il VI conte. Il figlio primogenito, il VII conte, morì senza eredi e venne succeduto dal fratello minore, l'VIII conte. Quando questi morì, i titoli passarono a suo nipote, il IX conte. Questi era figlio di Robert William Shirley, visconte Tamworth, figlio primogenito dell'VIII conte. Questi venne succeduto da suo figlio, il X conte. Alla sua morte nel 1912 la linea del VI conte terminò. L'ultimo conte venne succeduto da suo cugino di terzo grado, l'XI conte. Egli era pronipote del reverendo Walter Shirley, fratello del IV, V e VI conte. I titoli passarono quindi nelle mani del nipote dell'XI conte, il XIII conte, che succedette al padre nel 1954. Lord Ferrers fu un rappresentante del gruppo parlamentare inglese dei Conservatori in diverse amministrazioni dal 1962 al 1997. Fu uno dei pari che ebbero il privilegio di rimanere alla Camera dei Lords dopo l'approvazione dell'House of Lords Act 1999. Dal 2012 i titoli sono passati al figlio primogenito, il XIV conte, che è succeduto al padre.
La sede della famiglia è Ditchingham Hall, presso Ditchingham, nel Norfolk.

## Baronetti Shirley, di Staunton Harold (1611)

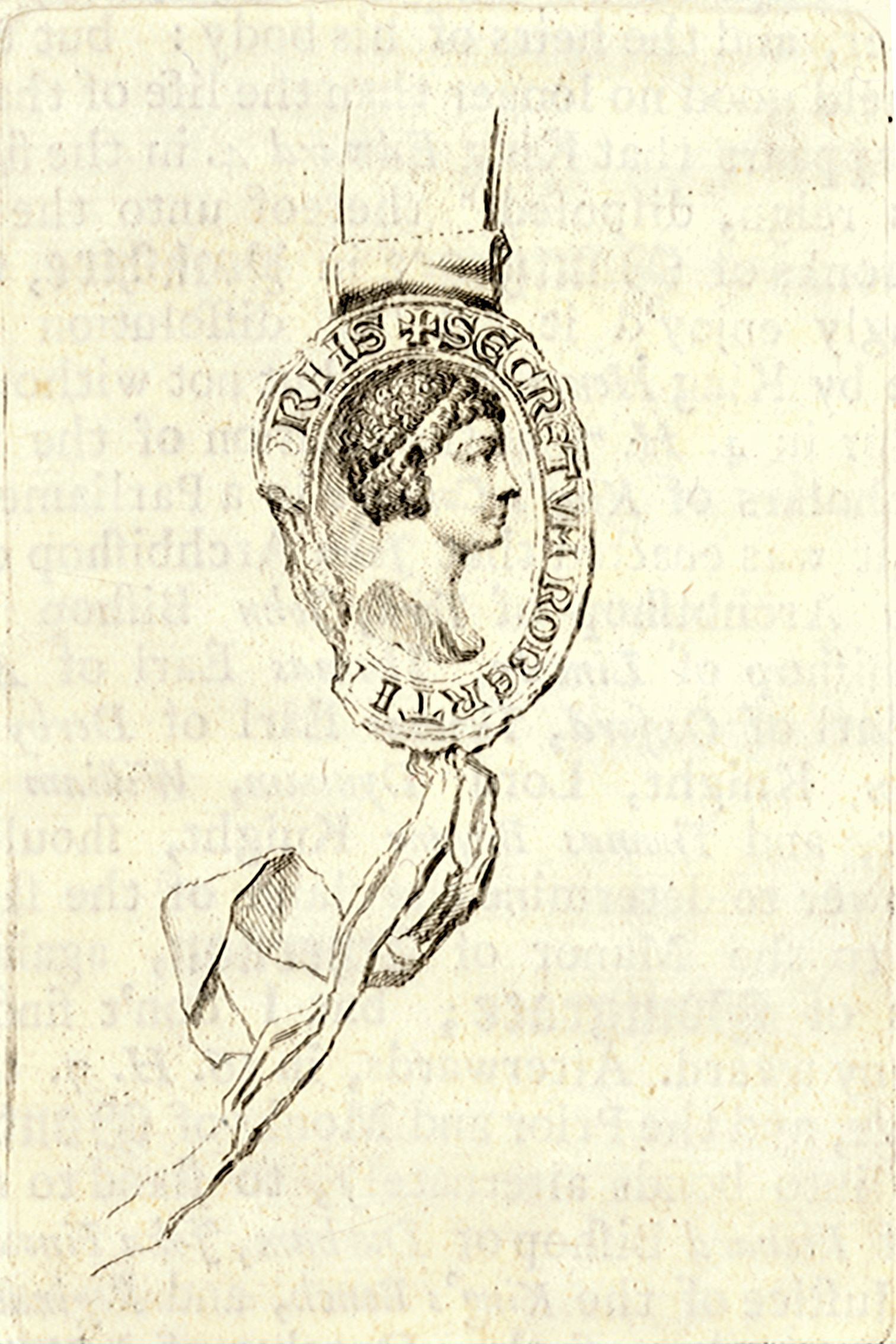
Sigillo di Robert, conte Ferrers in una incisione di Wenceslaus Hollar

- Sir George Shirley, I baronetto (1559–1622)
- Sir Henry Shirley, II baronetto (c. 1588–1633)
- Sir Charles Shirley, III baronetto (1623–1646)
- Sir Robert Shirley, IV baronetto (m. 1656)
- Sir Seymour Shirley, V baronetto (1647–1667)
- Sir Robert Shirley, VI baronetto (1668–1669)
- Sir Robert Shirley, VII baronetto (1650–1717) (confermato come Barone Ferrers di Chartley nel 1677 e creato Conte Ferrers nel 1711)

## Conti Ferrers (1711)
- Robert Shirley, I conte Ferrers (1650–1717)
- Washington Shirley, II conte Ferrers (1677–1729)
- Henry Shirley, III conte Ferrers (1691–1745)
- Laurence Shirley, IV conte Ferrers (1720–1760)
- Washington Shirley, V conte Ferrers (1722–1778)
- Robert Shirley, VI conte Ferrers (1723–1787)
- Robert Shirley, VII conte Ferrers (1756–1827)
- Washington Shirley, VIII conte Ferrers (1760–1842)
- Washington Sewallis Shirley, IX conte Ferrers (1822–1859)
- Sewallis Edward Shirley, X conte Ferrers (1847–1912)
- Walter Shirley, XI conte Ferrers (1864–1937)
- Robert Walter Shirley, XII conte Ferrers (1894–1954)
- Robert Washington Shirley, XIII conte Ferrers (1929–2012)
- Robert William Saswalo Shirley, XIV conte Ferrers (n. 1952)

L'erede apparente è il figlio dell'attuale detentore del titolo, William Robert Charles Shirley, visconte Tamworth (n. 1984).